# Héber Pena Picos
Héber Pena Picos (nascut el 16 de gener de 1990) és un futbolista espanyol que juga com a extrem esquerre o davanter al Racing de Ferrol.

## Carrera de club
Pena va néixer a Ferrol, Galícia, i es va incorporar a la formació juvenil del Racing de Ferrol el 2007, procedent de la SD O Val. Va fer el seu debut com a sènior durant la temporada 2009-10, mentre estava cedit al Narón BP de Tercera Divisió.
Pena va tornar al seu club principal per a la campanya 2010-11, però va participar poc. El 2013 va passar a la UD Somozas de quarta categoria, ajudant en el seu ascens a Segona Divisió B en la seva primera temporada.
Pena va tornar al Racing Ferrol el 20 de juny de 2015, amb el seu equip ara a la tercera divisió. Va continuar apareixent a la categoria els anys següents, representant el Racing de Santander, Real Murcia, UD Melilla, CD Badajoz i CE Sabadell FC; amb aquest últim, va contribuir amb vuit aparicions (play-offs inclosos) en una temporada en què el seu equip va aconseguir l'ascens a Segona Divisió.
Pena va debutar professionalment el 19 de setembre de 2020 a l'edat de 30 anys, començant com a titular en una derrota per 1-2 fora de casa contra el Rayo Vallecano. Va marcar el seu primer gol com a professional el 13 de març següent, però en una derrota per 1-2 contra el CD Castelló.